# Palazzo Caffarelli

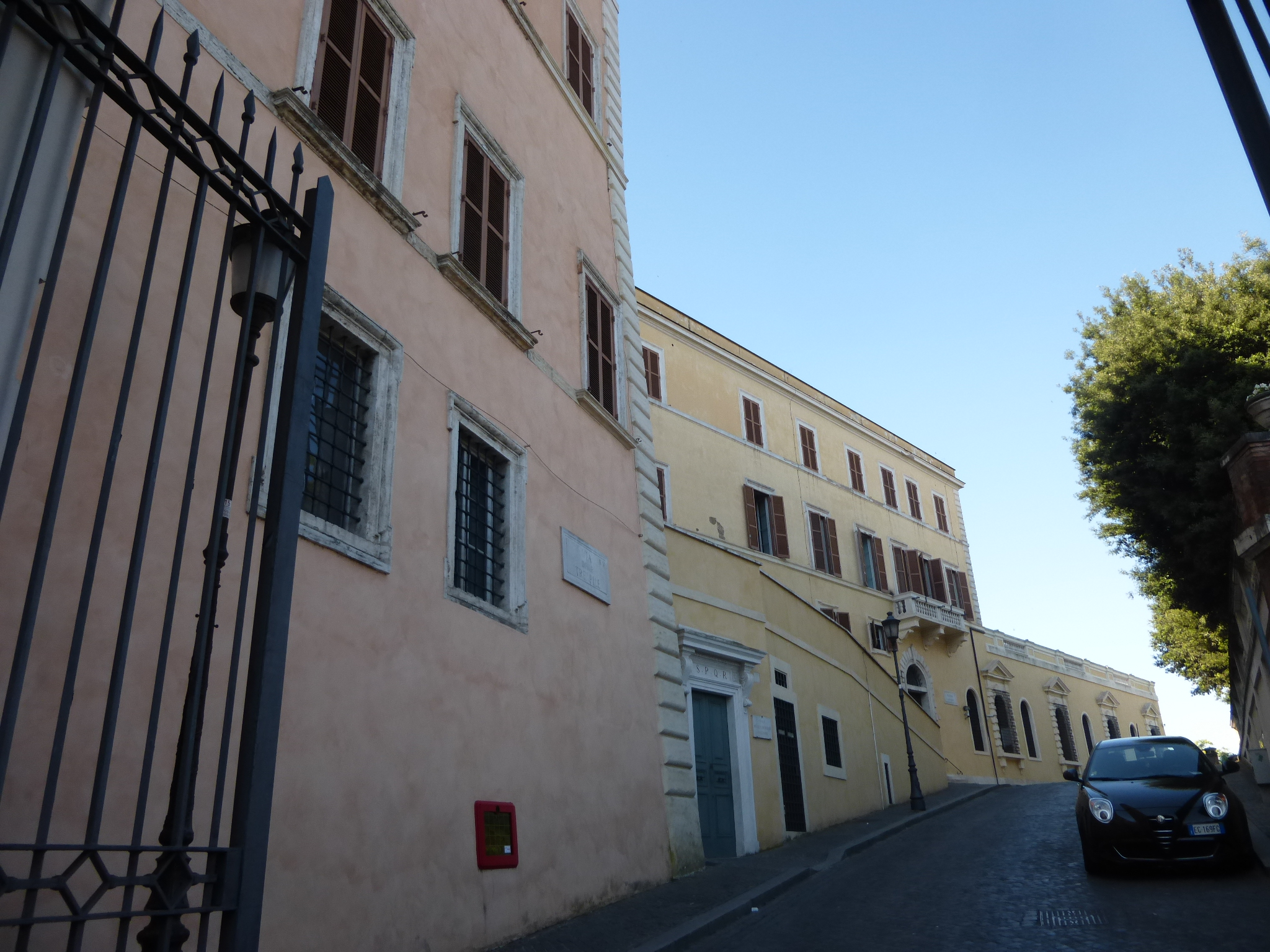
Palazzo Caffarelli

Der Palazzo Caffarelli, auch Villa Caffarelli, ist ein Palast in Rom. Er befindet sich auf dem Kapitolshügel oberhalb des Tarpejischen Felsen. Er ist heute Teil der Kapitolinischen Museen.

## Geschichte
Giovanni Pietro Caffarelli, ein Höfling Karls V., bekam anlässlich des Besuchs des Kaisers in Rom ein Grundstück auf dem Kapitolshügel. Sein Sohn Ascanio Caffarelli ließ 1576 bis 1583 von Gregorio Canonica, einem Schüler Vignolas, einen Familienpalast errichten. Dabei wurde ein Rest des Kapitolinischen Tempels überbaut.
1817 mietete der preußische Botschaftssekretär Christian Karl Josias von Bunsen im Palast Räume an. Seit 1854 befand sich der ganze Palast als Gesandtschaftsgebäude im Besitz Preußens und wurde ab 1871 zur Deutschen Botschaft in Italien.
1829 wurde hier das Archäologische Korrespondenzinstitut, das heutige Deutsche Archäologische Institut Rom, gegründet, das 1877 einen im neopompejanischem Stil errichteten Neubau auf dem Gelände des Palastes bekam. Zum Komplex gehörte auch das Deutsche Krankenhaus und eine protestantische Kapelle. Am Ende des Ersten Weltkriegs wurde der Palazzo Caffarelli als deutscher Besitz enteignet und 1925 darin das Museo Mussolini eingerichtet. Seit 2005 ist der Palast zusammen mit dem benachbarten Palazzo Clementino als Palazzo Clementino-Caffarelli Teil der neu gestalteten Kapitolinischen Museen.

## Gebäude
Der Bau schließt an den Hof des Konservatorenpalastes an und hat auf der Südseite eine schlichte, dreistöckige Fassade zur Via delle Pile, die aber von Weitem das Panorama des Kapitolinischen Hügels bestimmt. Vor dem Palast über der Via del Teatro Marcello befindet sich eine große Terrasse. Zum Baukomplex gehören zwei Gärten, der Giardino Caffarelli und der Giardino Romano.